# Maurice de Vlaminck
Pour les personnes ayant le même patronyme, voir Vlaminck.
Maurice de Vlaminck, pseudonyme de Maurice Edmond Devlaeminck, né à Paris le 4 avril 1876 et mort à Rueil-la-Gadelière (Eure-et-Loir) le 11 octobre 1958 est un peintre, céramiste, graveur et écrivain français.
Il s'est illustré dans les courants fauviste et cubiste. Peintre de figures, portraits, nus, paysages, paysages animés, paysages urbains, intérieurs, natures mortes, fleurs et fruits, peintre à la gouache, aquarelliste, graveur, dessinateur et illustrateur, il est aussi écrivain, publiant 26 livres : romans, essais et recueil de poèmes.

## Biographie
Les parents de Maurice de Vlaminck — sa mère pianiste d'origine lorraine et son père Edmond Devlaeminck, violoniste — émigrèrent de Flandre pour la France. Sa sœur cadette, Solange de Vlaminck, est un temps une star du cinéma, et, devenue aveugle, elle épouse après la Première Guerre mondiale Élie-Joseph Bois, volage, rédacteur en chef du Petit Parisien par lequel le peintre accède à la notoriété, avant de divorcer et de tomber dans une indigence dont son frère refuse ensuite de la sortir.
Il passe son enfance au Vésinet mais surtout à Chatou de 1893 à 1905 où il se forme auprès d'un peintre local Henri Rigalon et où il réalise ses premières œuvres. Il peint ses premiers tableaux vers 1893, mais gagne initialement sa vie en tant que violoniste et, parfois, en remportant des courses cyclistes. Il se marie en 1896 avec Suzanne Berly, avec qui il aura trois filles, dont Madeleine. Vlaminck est un autodidacte qui refuse de se former de manière académique en copiant dans les musées afin de ne pas perdre ou affadir son inspiration.
Le 18 juin 1900, à l'occasion du déraillement d'un train, il rencontre André Derain qui restera son ami pour la vie. Ils louent ensemble un studio à Chatou, dans l'actuelle Maison Levanneur qui a abrité jusqu'en 2017 le Centre national édition art image (Cneai). Derain quitte l'atelier commun un an plus tard, mais il conservera une relation épistolaire suivie avec Vlaminck,. Derain retrouve Vlaminck vers 1904. Cette époque (1900-1905) reste une période difficile financièrement pour le peintre, chargé de famille, et il est obligé de gratter d'anciennes peintures pour en récupérer les toiles. Par ailleurs, c'est à cette époque qu'il publie deux romans à l'esthétique décadente, voire pornographique. Cela dit, sa vraie passion reste liée à l'art primitif et au fauvisme.
En 1905, il s'installe à Rueil-Malmaison où il demeure jusqu'en 1914, tandis que Derain gagne le Midi, comme beaucoup d'artistes de ce temps. Vlaminck fait le choix de rester en région parisienne, peut-être par goût, mais également probablement par manque de moyens. Il participe, cette année-là, à son premier Salon des indépendants. Vlaminck est l'un des peintres qui font scandale lors du Salon d'Automne de 1905, dit « La cage aux fauves », avec Henri Matisse, André Derain et Raoul Dufy. Le marchand de tableaux Ambroise Vollard s'intéresse à son œuvre dès l'année suivante, lui achète de nombreuses toiles et lui consacre une exposition en 1908. Vlaminck noue des liens également avec Daniel-Henry Kahnweiler, autre célèbre négociant en art. Il commence également une activité de céramiste. Il fait plusieurs expositions internationales durant ces années.
Vlaminck, ayant alors trois filles, n'est pas envoyé au front durant la Première Guerre mondiale. Il est affecté dans une usine de la région parisienne.
À la fin du conflit, il divorce et se remarie en 1928 avec Berthe Combe, qui lui donnera deux filles : Edwige et Godelieve (1927-2021). Il s'installe à partir de 1925 à Rueil-la-Gadelière où il restera jusqu'à sa mort en 1958, à l'âge de 82 ans (son épouse y mourra aussi, en 1974 à l'âge de 82 ans).

### Seconde Guerre mondiale
En 1939, Maurice de Vlaminck préside le banquet des Vitalistes, au cours duquel est brûlé un portrait d’Adolf Hitler, « critique d’art qui s’est permis, en qualité d’ex-peintre en bâtiment, d’affirmer que tous les artistes de l’école française étaient des dégénérés ».
En novembre 1941, Vlaminck participe au voyage en Allemagne avec entre autres Paul Belmondo, Charles Despiau, Paul Landowski, Louis-Aimé Lejeune, Kees van Dongen, André Derain, André Dunoyer de Segonzac, organisé par la Propagandastaffel, sous la conduite des officiers allemands Schnurr et Ehlmsen. Vlaminck y apparait comme « un voyou riche et anciennement roux, buté comme un paysan ». Vlaminck reçoit à deux reprises chez lui à La Tourillière l'allemand Werner Lange, officier de la Propagandastaffel et sous-directeur du musée des Beaux-Arts de Berlin, qu'il a connu avant-guerre et à qui il confie sa fille pendant quelques jours pour visiter Paris. Ce dernier, chargé de veiller et surveiller les artistes parisiens, déclare : « Vlaminck mange mieux pendant la guerre qu'avant ! », laissant entendre que Vlaminck pratique le marché noir de viande.
En juin 1942, Vlaminck publie un article intitulé « Opinions libres… sur la peinture » dans Comœdia où il accuse Pablo Picasso, « figure de moine à tête d'Inquisiteur » à « l'apparence d'un monstre » d'avoir conduit de 1900 à 1930 la peinture française « dans une mortelle impasse, dans une indescriptible confusion »,. L'article publié au moment de la rétrospective parisienne du sculpteur Arno Breker provoqua les réponses indignées de Jean Bazaine dans la NRF et confuses d'André Lhote. Vlaminck reprend ses attaques, plus générales, dans un second article le 5 septembre 1942 dans Comœdia, « Sur la peinture… l'invention et le don », puis dans son livre Portraits avant décès publié en 1943, où il dit tout le mal qu'il pense d'Edgar Degas, de Picasso et d'Henri Matisse.
Pour Laurence Bertrand-Dorléac : « Si le dessein de Vlaminck avait été d'en finir à tout jamais avec le démiurge, il ratait son coup, savourant en échange des joies malsaines de la dénonciation - et de la culpabilité. Car s'il s'agissait de régler ses vieux comptes avec le chef d'une famille des modernes, dont il avait été lui-même l'enfant prodige avant de la répudier, là comme ailleurs, chacun, de près ou de loin, avait appartenu au corps souillé en voie d'assainissement. Certes, confessait-il, Picasso a été “l'accoucheur” du cubisme ; “perversité de l'esprit, insuffisance, amoralisme”,. »
Après la Libération, en juin 1946, le Comité national d'épuration des artistes peintres, dessinateurs, sculpteurs et graveurs institué par les pouvoirs publics frappe Vlaminck d'une interdiction professionnelle d'exposer, de vendre et de publier pendant un an à compter, rétroactivement, du 1er septembre 1944,,.

### Rueil-la-Gadelière

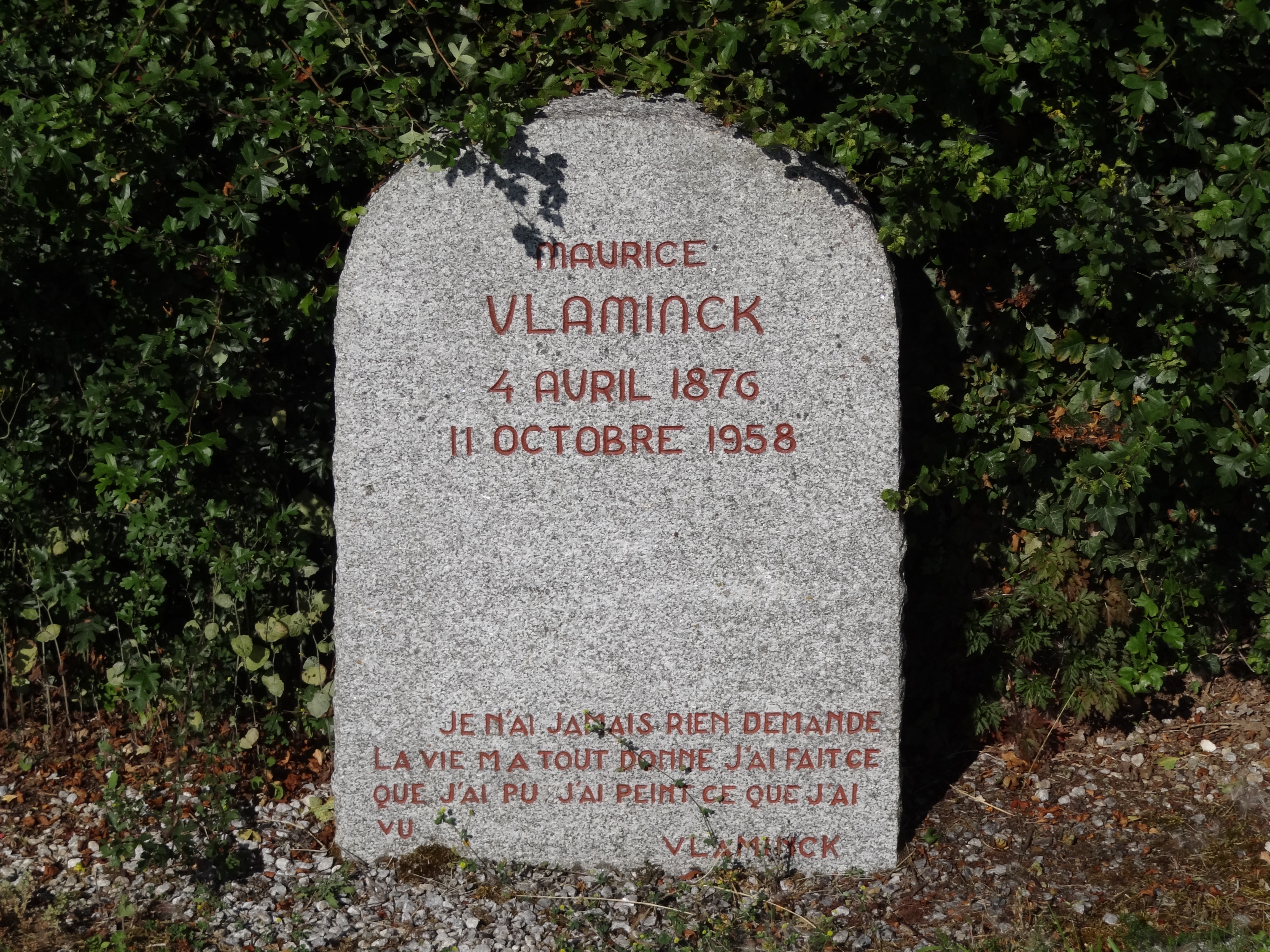
La pierre tombale de Maurice de Vlaminck au cimetière de Rueil-la-Gadelière.

Après la Seconde Guerre mondiale, Vlaminck vit retiré au hameau de la Tourillière à Rueil-la-Gadelière où il s'est installé en 1925.
Il y meurt en 1958 et est inhumé dans le cimetière de la commune. Sa tombe porte l'inscription : « Je n'ai jamais rien demandé, la vie m'a tout donné. J'ai fait ce que j'ai pu, j'ai peint ce que j'ai vu ». 
Un monument à sa mémoire avec son buste sculpté par Paul Belmondo est érigé en 1962 face à la mairie. Un circuit de randonnée à son nom permet, au cours d'un trajet de huit kilomètres, d'observer de nombreux paysages qui ont inspiré ses œuvres.
La « Maison Vlamink », à la Tourillière, est ouverte au public. Divers évènements y sont proposés, organisés autour de visites guidées de la maison et des jardins l'entourant.

## Style pictural
Grand admirateur de Vincent van Gogh, que son ami André Derain lui a fait découvrir, Maurice de Vlaminck s'en inspire fréquemment dans ses toiles de ses débuts, tant en utilisant une couleur très pure « sortie du tube » que par des effets de tourbillon. La Partie de campagne à Bougival (1905) en est un exemple frappant. Négligeant un peu les recherches de composition, il s'intéresse plus aux qualités spatiales et affectives de la couleur.
Vlaminck passe de l'impressionnisme au fauvisme, plus rebelle, plus débridé. Il reste surtout lui-même, unique, au cours des longues années de sa vie de peintre. La forte personnalité de Maurice de Vlaminck se traduit clairement, par sa fougue et sa robustesse, dans une peinture à la pâte grasse, généreuse, et aux touches larges et sûres.
À partir de 1907, Vlaminck perçoit les limites du fauvisme et découvre l'œuvre de Paul Cézanne. Son graphisme va en être profondément influencé et sa palette deviendra plus sombre. Il peint alors une quantité de paysages aux ciels tourmentés et orageux, exsangues des couleurs éclatantes de ses débuts.
Vlaminck est l'un des premiers collectionneurs d'art africain. Il commence l'acquisition d'objets dès le début des années 1900. Son rôle pionnier comme découvreur de l'« art nègre » est reconnu par Guillaume Apollinaire en 1912. Cependant, cela n'influence guère sa peinture, contrairement à celle d'André Derain ou de Pablo Picasso.
La peintre et résistante Marie-Thérèse Auffray le côtoiera, puis s'en démarquera notamment à la suite de ses positions pendant la guerre.

## Peinture
La chronologie des œuvres est souvent incertaine, Maurice de Vlaminck n'ayant que peu souvent daté ses tableaux.
- Portrait du père Bouju, vers 1900, Paris, musée national d'Art moderne[23].
- Sur le Zinc, 1900, Avignon, musée Calvet[24].
- Bords de Seine à Nanterre, tableau peint en 1904[25].
- La Cuisine (Intérieur), 1904, Paris, musée national d'Art moderne[26].
- Portrait de Guillaume Apollinaire, 1904-1905, musée d'Art du comté de Los Angeles[27].
- Bougival, vers 1905, Dallas Museum of Art[28].
- Maisons à Chatou, vers 1905, Art Institute of Chicago[29].
- Pont de Chatou, 1906, Saint-Tropez, musée de l'Annonciade.
- Le Remorqueur, 1905, Hambourg, Kunsthalle.
- Restaurant de la Machine à Bougival, 1905, Paris, musée d'Orsay[30].
- Les Ramasseurs de pommes de terre, 1905, Küsnacht (canton de Zurich), Fondation Merzbacher.
- Une rue de Marly-le-Roi, 1905-1906, Paris, musée national d'Art moderne[31].
- Les Châtaigniers à Chatou, 1906, Troyes, musée d'Art moderne[32].
- Maisons à Chatou avec arbres rouges, 1906, New York, Metropolitan Museum of Art.
- Les Arbres rouges, 1906, Paris, musée national d'Art moderne[33].
- Les Coteaux de Rueil, 1906, Paris, musée national d'Art moderne[34].
- La Seine à Chatou, 1906, New York, Metropolitan Museum of Art[35].
- André Derain, 1906, New York, Metropolitan Museum of Art[36].
- Paysage de Bougival, 1906, Amsterdam, Stedelijk Museum[37].
- Route maraîchère, 1907, Winterthour (canton de Zurich), musée des Beaux-Arts de Winterthour.
- Nature morte, 1907, Saint-Tropez, musée de l'Annonciade.
- Les Baigneuses, 1907-1908, New York, Metropolitan Museum of Art.
- Nature morte au panier de fruits, 1908-1914, Chartres, musée des Beaux-Arts.
- La Maison dans les arbres, 1908, Paris, musée national d'Art moderne[38].
- Bord de rivière, 1909-1910, Paris, musée national d'Art moderne[39].
- Bougival, 1910, Paris, musée national d'Art moderne.
- Les Andélys, 1910, Cahors, musée de Cahors Henri-Martin.
- Nature morte au pichet et à l'orange, 1910, Paris, musée d'Orsay, dépôt au musée des Beaux-Arts de Chartres[40].
- Le Pont de Meulan, 1910, Paris, musée national d'Art moderne[41].
- Les Peupliers, 1910, Paris, musée national d'Art moderne[42].
- Portrait de Madame Lucie Kahnweiler, 1912, Paris, musée national d'Art moderne[43].
- Le Vieux Port de Marseille, 1913, Washington, National Gallery of Art[44].
- Bouquets de pavots, 1914, Chartres, musée des Beaux-Arts[45].
- Route sous la neige à Chandais, 1925, Le Havre, musée d'art moderne André-Malraux.
- Auvers sur Oise, 1918, Granville, musée d'Art moderne Richard-Anacréon.
- La Maison de l'artiste à la Naze, 1920, Paris, musée national d'Art moderne, en dépôt au musée d'Art moderne Richard-Anacréon, Granville.
- Église sous la neige, vers 1930, Paris, musée national d'Art moderne.
- Effet de neige à Beauche (Eure-et-Loir), 1932, dépôt du Centre national des arts plastiques au musée des beaux-Arts de Chartres[46].
- Les bottes de navets, 1933, Chartres, musée des Beaux-Arts[45].
- Chaumières, 1933, Paris, musée national d'Art moderne[47].
- L'incendie, 1945, Chartres, musée des Beaux-Arts[45] ;
- Les meules de blé, 1950, Chartres, musée des Beaux-Arts[45],[48] ;
- Vue de Saint-Maurice-lès-Charencey sous la neige, 1950, Chartres, musée des Beaux-Arts[45] ;
- La baie des Trépassés, 1952, Chartres, musée des Beaux-Arts[45] ;
- Bouquet d'anémones, 1955, Chartres, musée des Beaux-Arts[45] ;
- Marine, 1956, Paris, musée d'Orsay, dépôt au musée des Beaux-Arts de Chartres[49].

Dates non documentées
- La Baie des Trépassés, musée d'Art et d'Histoire de Dreux[50].
- Marine, musée des Beaux-Arts de Caen
- La Rade de Cherbourg, collection particulière
- Le Port de Cherbourg, d'après Garneray, collection particulière
- Paysage, Alger, musée national des Beaux-Arts.
- Paysage à Chatou, musée d'Art moderne de Troyes[51].
- Nature morte, Berlin, Neue Nationalgalerie.
- La Meule, Fonds municipal d'art contemporain de la Ville de Paris.
- Fleurs, Fonds municipal d'art contemporain de la Ville de Paris.

## Publications
- Avec Fernand Sernada, Âmes de mannequins, Éditions P. Douville, 1907.
- Avec Georges Duhamel, Désobéir, Éditions Corrêa, 1936.
- Histoires poèmes de mon époque, avec cinq bois gravés de l'auteur, 1927.
- Tournant Dangereux, Stock, 1929.
- Poliment, Stock, 1931.
- La Haute-Folie, Stock, 1934.
- Radios clandestins, Éditions Denoël, 1935.
- Le Ventre ouvert, Éditions Corrêa, 1937.
- Pour une peinture lisible, vivante, humaine, René Debresse, 1939.
- La Mort de Mindrais, Éditions Corrêa, 1941.
- Portraits avant décès, Flammarion, 1943.
- Le Bœuf, Éditions Corrêa, 1944.
- Paysages et personnages, Flammarion, 1953.
- La Tête tournée, Éditions André Sauret, 1956.
- Fausse couleur, Flammarion, 1957.
- Les Pensée et la voix, Éditions Georges Burnier, 1958.
- Le garde-fou, Flammarion, 1958.
- Avec Fernand Sernada, D'un lit à l'autre, Éditions Du Cap, 1956.